# 和丰创意广场
29°53′13.31″N 121°34′0.22″E / 29.8870306°N 121.5667278°E

和丰创意广场标志

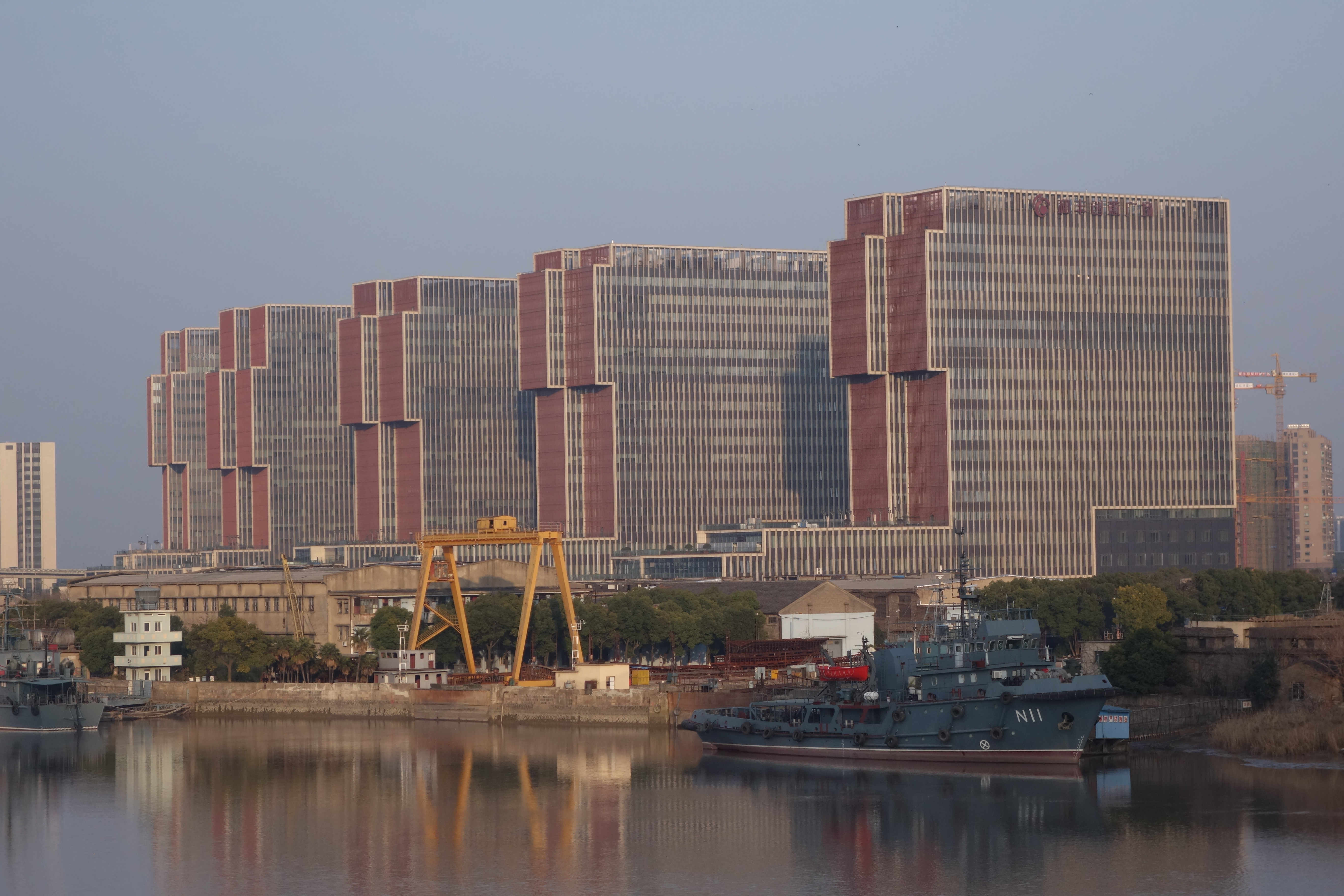
和丰创意广场

和丰创意广场，是浙江省宁波市的一处广场，位于和丰纱厂旧址，甬江大道以东，江东北路以西，民安路以北，通途路以南，占地面积8.54万平方米，总建筑面积34万平方米，于2009年4月9日开工，同时先期体验区启用，建筑面积9600平方米，2011年10月20日启用，是中国大陆首批四家中国工业设计示范基地之一，被工信部、科技部分别认定为全国首批小微企业创新创业示范基地、国家现代服务业产业化基地。截至2019年4月，和丰创意广场共入驻企业165家，其中文化创意企业116家。
和丰创意广场广场功能包括核心功能、公共服务功能和生活配套服务功能，其中核心功能主要为设计公司、研发机构、技术中心、知名设计师工作室、设计协会等提供商务办公、研发及展示服务，公共服务功能主要包括法律咨询、媒体服务、设计培训、产品展示与交易、检测认证、融资担保等，三个功能区旨在打造产品展示、信息服务、技术服务、培训教育、国际交流和融资担保六大平台。

## 组成
和丰创意广场由和庭楼、丰庭楼、创庭楼、意庭楼、谷庭楼五幢建筑以及小洋楼、主广场、珍珠贝、老厂房组成，老厂房为宁波工业设计博物馆及和丰党群服务中心所在地，其中珍珠贝、小洋楼前连廊、集成广场、云上广场、主广场、二楼连廊、写字楼大堂、沿江退台为活动场地，珍珠贝占地面积1500平方米，可容纳400-500人，小洋楼前连廊占地面积700平方米，集成广场、云上广场占地面积650-780平方米，主广场占地面积11000平方米，可容纳上千人，二楼连廊占地面积2000-4000平方米，写字楼大堂占地面积500平方米，沿江退台占地面积250-1800平方米，党群服务中心为活动辅助场所，占地面积680平方米，可容纳50人。